# ホーリー・スモーク
『ホーリー・スモーク』（Holy Smoke!）は、1999年のオーストラリア映画。

## ストーリー
オーストラリア人のルースは友人とインドを旅している途中でヒンズー教の導師と出会い、ヒンズー教の熱狂的信者となる。さらにルースはこの導師と結婚し、インドに移住することを決意する。このことを知ったルースの両親はカルト脱会請負人のP・J・ウォータースに助けを求め、P・J・は「三日間でルースを元に戻す」と宣言する。

## キャスト
| 役名               | 俳優                   | 日本語吹替 |
| ------------------ | ---------------------- | ---------- |
| ルース・バロン     | ケイト・ウィンスレット | 安藤麻吹   |
| P・J・ウォータース | ハーヴェイ・カイテル   | 津嘉山正種 |
| ミリアム・バロン   | ジュリー・ハミルトン   | 山本与志恵 |
| イボンヌ           | ソフィー・リー         | 朴璐美     |
| ロビー             | ダン・ワイリー         | 咲野俊介   |
| ティム             | ポール・ゴダード       | 内田夕夜   |
| ギルバート・バロン | ティム・ロバートソン   | 辻親八     |
| ヤニ               | ジョージ・マンゴス     | 桐本琢也   |
| パス               | ケリー・ウォーカー     | 久保田民絵 |
| スタン             | オーステン・テイシャス | 小山武宏   |
| キャロル           | パム・グリア           | 野沢由香里 |